# Gewebe (Textil)

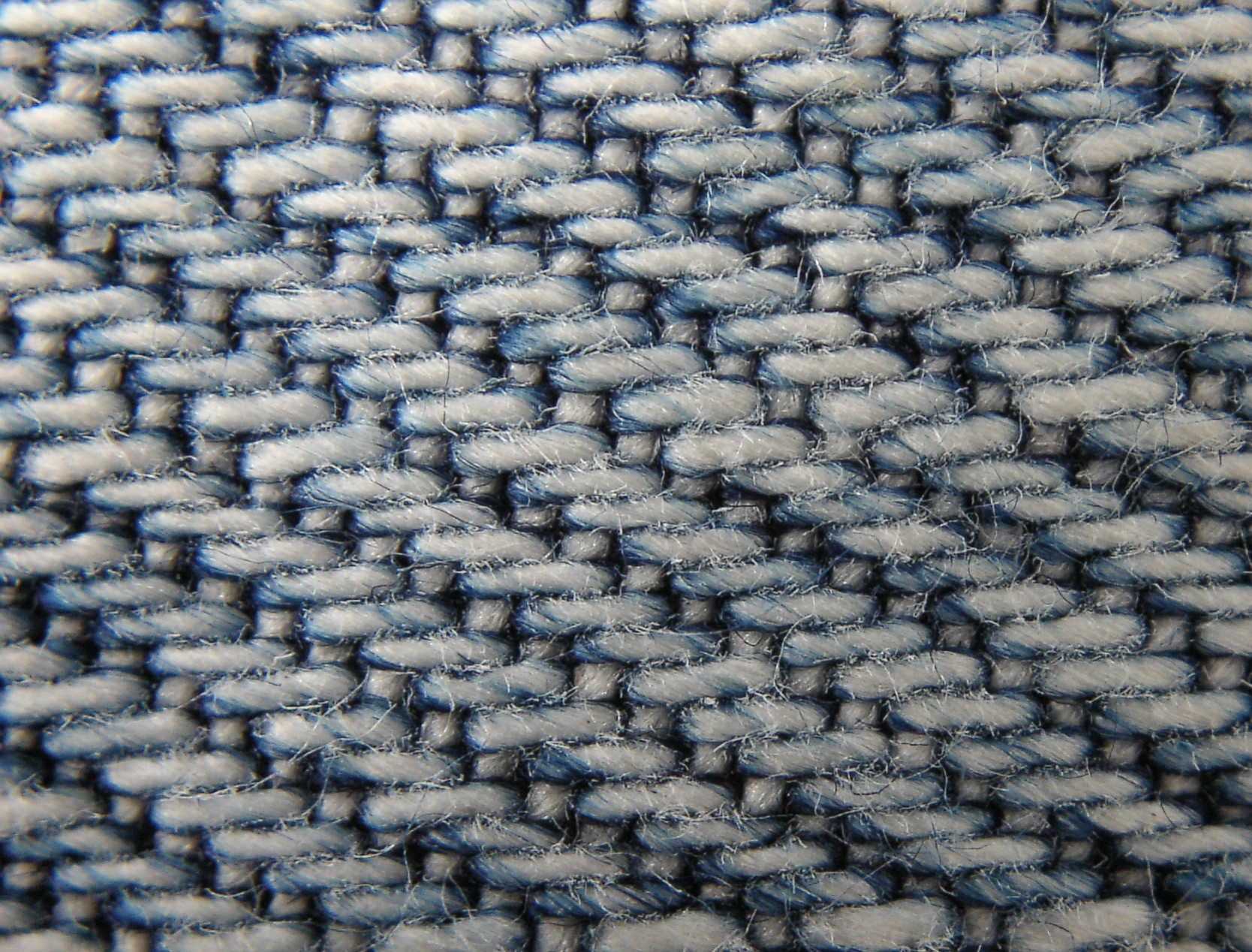
Denimgewebe mit schräg laufendem Köpergrat

Gewebe ist ein textiles Flächengebilde, das aus mindestens zwei Fadensystemen, Kette und Schuss, besteht, die sich in der Sicht auf die Gewebefläche unter einem Winkel von genau oder annähernd 90° mustermäßig kreuzen. Jedes der beiden Systeme kann aus mehreren Kett- bzw. Schussarten aufgebaut sein (z. B. Grund-, Pol- und Füllkette; Grund-, Binde- und Füllschuss). Die Kettfäden verlaufen in Längsrichtung des Gewebes, parallel zur Gewebekante, und die Schussfäden in Querrichtung, parallel zum Geweberand. Die Verbindung der Fäden zum Gewebe erfolgt vorwiegend durch Reibschluss. Damit ein Gewebe ausreichend schiebefest ist, müssen die Kett- und Schussfäden meistens relativ dicht gewebt werden. Deshalb weisen die Gewebe bis auf wenige Ausnahmen auch ein geschlossenes Warenbild auf. Die Herstellung der Gewebe erfolgt entweder durch Handweben auf dem Handwebstuhl oder maschinell auf der Webmaschine.
Eine historische Bezeichnung für Textilgewebe aus Leinen und Baumwolle ist Zeug.

## Kennzeichnende Merkmale
Je nach Bedarf oder Vereinbarung sind zur Beschreibung von Gewebe folgende Merkmale anzugeben:
- Faserstoffart, ggf. getrennt nach Kette und Schuss, wobei bei Fasermischungen die Mischungsbestandteile in Prozent auf Basis der Trockenmasse angegeben werden (z. B. 50 % Baumwolle, 50 % Polyester)
- Garnart, ggf. getrennt nach Kette und Schuss, z. B. Feinheit, Garndrehung (Drehungsrichtung und Drehungszahl), Spinnfaser- oder Filamentgarn
- Flächenmasse
- Gewebedicke (Abstand zwischen Ober- und Unterseite des Gewebes)
- Fadendichte (Anzahl Kett- und Schussfäden pro Längeneinheit)
- Webtechnik, z. B. Schaft- oder Jacquardtechnik
- Bindungsart
- Gewebebreite und -länge

## Eigenschaften der Gewebe
Der strukturelle Aufbau des Gewebes beeinflusst in entscheidendem Maße seine Eigenschaften.
Gewebe sind anisotrop von ihrer Art her. Zudem sind die meisten Gewebestrukturen asymmetrisch, was die Anisotropie verstärkt. Das bedeutet, die mechanischen Eigenschaften eines Gewebes hängen von der Richtung ab, in der eine Kraft einwirkt. Bei Zugbelastung in Kett- oder in Schussrichtung dehnen sich Gewebe z. B. nur wenig. Wirkt die Zugbelastung dagegen diagonal, z. B. unter 45°, so sind Gewebe sehr dehnbar, auch wenn sie aus nicht dehnbaren Fäden gewebt wurden.
Weiterhin weisen die Zugkraft-Dehnungs-Kurven von Geweben zwei unterschiedliche Bereiche auf. Der Anfangsbereich verläuft relativ flach, der Anfangsmodul ist also niedrig, d. h. mit einer relativ geringen Kraft wird eine relativ hohe Dehnung erreicht. Ursache ist, dass anfangs nur eine Strukturdeformation erfolgt, wobei die Fäden in Richtung der angreifenden Zugkraft ausgerichtet werden, ihre Materialeigenschaften noch nicht zum Tragen kommen. Diese anfängliche Dehnung ist von der Gewebebindung abhängig. Erst nach dem Ende der Strukturdeformation, wenn die belasteten Fäden nahezu gestreckt vorliegen, werden Materialeigenschaften der Fäden wirksam. Der Zugkraft-Dehnungs-Kennlinie steigt steiler an. Um die gleiche Dehnung wie im Anfangsbereich der Zugbelastung zu erreichen, ist eine höhere Zugkraft notwendig. Das Gewebe wirkt steifer.
Gewebe sind bei hohen Fadendichten besonders widerstands- und strapazierfähig. Gesteigert wird dieser Effekt noch, wenn Zwirne anstelle von einfachen Garnen eingesetzt werden.
Wichtige Eigenschaften eines Gewebes sind auch die Einzelfadenauszugskraft und die Schiebefestigkeit. Erstere ist die Kraft, die man aufwenden muss, um den Faden parallel zu seiner Längsachse aus dem Gewebe herauszuziehen. Ein Maß für die Schiebefestigkeit ist die Kraft, die benötigt wird, um einen Faden senkrecht zur Längsachse in der Gewebeebene zu verschieben. Dem Herausziehen eines Fadens stellt sich der Reibungswiderstand der hintereinanderliegenden Fadenkreuzungsstellen entgegen, der durch den Umschlingungswinkel an den Kreuzungsstellen und den Reibungskoeffizienten bestimmt wird. Diese beiden Eigenschaften sind ein Maß für die Handhabbarkeit des Gewebes. Je höher beide Werte sind, desto schlechter ist die Drapierbarkeit, d. h. die Möglichkeit der Formung zu dreidimensionalen textilen Gebilden.

## Einteilung der Gewebe

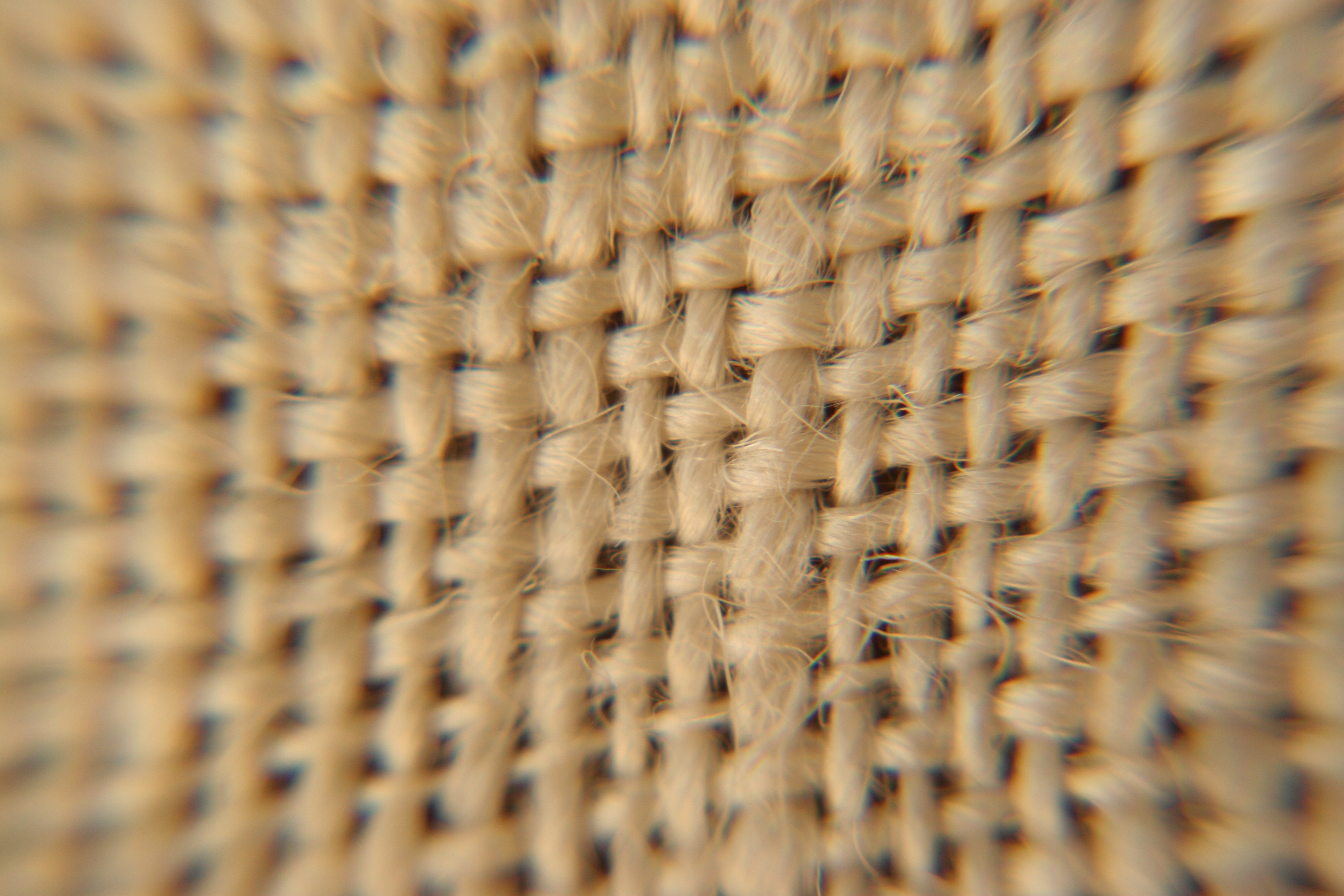
Leinengewebe in Leinwandbindung

Die Einteilungsgesichtspunkte für Gewebe sind sehr vielfältig und unterscheiden sich qualitativ wesentlich voneinander. Ein einziges Einteilungsschema ist deshalb nicht möglich. Zweckmäßig sind Einteilungsgesichtspunkte wie Gewebebindung bzw. Gewebetechnik, farbliche Musterung, figürliche Musterung, Faserstoffart, Fadenart und Fadenfeinheit, Verwendungszweck, fertigungstechnische Gesichtspunkte u. a.

### Nach der Gewebebindung
Die Art der Verkreuzung von Kett- und Schussfäden in einem Gewebe wird als Bindung bezeichnet. Je nachdem, welche Kettfäden beim Weben angehoben bzw. gesenkt werden, entsteht eine unterschiedliche Verteilung von Bindungspunkten und damit unterschiedliche Gewebebindung, die das Warenbild bestimmt. Den Teil der Bindung, der die Art der Verkreuzung der Kett- und Schussfäden bis zu ihrer Wiederholung angibt, wird als Rapport bezeichnet. Entsprechend der Grundbindungen gibt es Bezeichnungen wie Leinwand-, Köper- oder Atlasgewebe. Erweiterte Grundbindungen, die durch zusetzen von Bindepunkten an Köper- und Atlasgrundbindungen entstehen Breitgratköper und Mehrgratköpergewebe sowie verstärkte Atlasgewebe. Abgeleitete Bindungen sind aus einer Grundbindung oder erweiterten Grundbindung entwickelte Bindungen, die dem Gewebe eine andere Struktur verleihen. Dazu gehören u. a. Zickzack-Köper, Wellengratköper, Ripse. Aus zusammengesetzten Bindungen von mindestens zwei verschiedenen Bindungen lassen sich Gewebe mit Streifen-, Karo- und Jacquardmusterung, wie sie für Tisch- und Bettwäsche, Geschirr- und Taschentücher verwendet werden, erzielen. Diese Bindungen beeinflussen die Eigenschaften eines Gewebes wie beispielsweise das Aussehen, die Schiebefestigkeit oder die Drapierbarkeit.

### Nach der farblichen Musterung
Wenn die Farbe des Kettmaterials gleich der des Schussmaterials ist, bezeichnet man die Gewebe als Unigewebe. Werden unterschiedlich farbige Garne verwendet, entstehen Buntgewebe. Bei unterschiedlicher Farbe der Kettfäden und der Schussfäden ergibt sich im Gewebe ein Mischfarbton oder bei entsprechender Bindung eine zweifarbige Musterung. Je nach Lichteinfall dominiert die Farbe der Kette oder des Schusses. Bei stark voneinander abweichenden Farben entsteht ein Schillern durch verschiedene Lichtbrechung. Diese Gewebe werden Changeant-Gewebe genannt. Eine andere Klasse von Buntgeweben entsteht, wenn mit einem einfarbigen Schuss und mit einer farblichen Musterung in der Kette gearbeitet wird. Die Farbfolgen der Kettfäden werden als Schärfolge bezeichnet. Dazu gehören beispielsweise Markisenstoffe. Eine weitere Art von Buntgeweben entsteht, wenn die Kette einfarbig und der Schuss zwei- oder mehrfarbig ist. Es ergeben sich Gewebe mit Querstreifen. Gewebe mit einer karoartigen Musterung bilden sich heraus, wenn Kette und Schuss eine Farbmusterung aufweisen, wobei die Anzahl der Farben je Fadensystem mindestens zwei ist (z. B. Pepita).

### Nach der figürlichen Musterung
Gewebe mit kleinrapportigen figürlichen Musterungen, sogenannte schaftgemusterte Gewebe, entstehen durch das musterförmige Aneinanderfügen von verschiedenen Gewebebindungen. Dazu zählen Gewebe mit Rauten, Punkten, Rechtecken oder kleinen Blüten. Großrapportige figürliche Musterungen werden mit Jacquardmaschinen hergestellt. Gewebe ohne figürliche Musterungen bezeichnet man als Glattgewebe. Die Flächenteile der Gewebeoberfläche gleichen sich in ihrem Aussehen. Vertreter dieser Gewebeart sind Baumwollnessel, Hemdenpopeline und Seitentaft.

### Nach gewebetechnischen Gesichtspunkten und der Oberflächenbeschaffenheit
Gewebe können gemäß ihrer Oberflächenbeschaffenheit in Flachgewebe und Polgewebe unterteilt werden. Bei Flachgeweben bilden Kette und Schuss eine geschlossene Oberfläche, ohne dass Polnoppen herausragen. Bei Polgeweben ist die Oberfläche durch geschlossene und/oder offene Polnoppen eines Fadensystems gekennzeichnet.

#### Flachgewebe
Sowohl die einkettigen als auch die mehrkettigen Flachgewebe können einschüssig oder mehrschüssig sein. Bei den mehrkettigen bzw. mehrschüssigen Geweben sind die Mustermöglichkeiten um ein Vielfaches höher als bei einkettigen-einschüssigen Geweben.

##### Verstärkte Gewebe
Gewebe, bei denen drei oder mehr Fadensysteme bindungstechnisch eng und untrennbar miteinander verbunden sind, werden als verstärkte Gewebe bezeichnet. Die beiden Gewebeseiten können in Farbe, Griff und Material unterschiedlich sein. Sie weisen eine höhere Gesamtfadendichte auf, wirken aber trotzdem im Griff nicht brettig.
Gewebe mit zwei Schusssystemen und einem Kettsystem bezeichnet man als Schussdouble (Zweischussgewebe, Doppelschussgewebe), dabei ist auf der Warenoberseite nur der Oberschuss, auf der Warenunterseite nur der Unterschuss zu sehen. Häufig werden weiche und wenig gedrehte Schussgarne verwendet, so dass diese Gewebe gut geraut werden können. Zu diesen so entstehenden Raugeweben gehören z. B. Molton und Biber. Als Gewebe mit zwei Schussfadensystemen und einem Kettfadensystem werden aber auch Möbelbezugs- und Dekorationsgewebe hergestellt.
Gewebe mit zwei Kettsystemen (Ober- und Unterkette) und einem Schusssystem werden als Kettdouble bezeichnet. Durch das zweite Kettsystem besitzen solche verstärkte Gewebe eine hohe Kettfadendichte, die für feste Anzugstoffe, Kleider und Kostüme geeignet sind. Sie weisen trotz der hohen Dichte einen guten Fall auf.

##### Doppelgewebe
Im Unterschied zu den verstärkten Geweben, bei denen mehrere Fadensysteme in eine Gewebelage eingebunden werden, sind Doppelgewebe solche Gewebe, die aus zwei selbständigen übereinanderliegenden Geweben bestehen, die während des Webvorgangs fest miteinander verbunden werden. Es entsteht eine sehr schwere Webware, die auf beiden Gewebeseiten völlig unterschiedlich in Aussehen und Material sein kann. Sie werden beispielsweise zu Jacken und Mänteln (mit angewebtem Futter) verarbeitet. Zur Herstellung werden also zwei Kettfadensysteme und zwei Schussfadensysteme benötigt, die die beiden Gewebelagen bilden. Das Verbinden der Lagen erfolgt durch:
- Anbindung:  Verbindung von Schuss des unteren und Kette des oberen Gewebes.
- Abbindung:  Verbindung von Kette des unteren und Schuss des oberen Gewebes.
- Bindeschuss oder Bindekette: ein weiteres Fadensystem verbindet die beiden Gewebe als Schuss oder Kette.
- Warenwechsel:  unteres und oberes Gewebe wechseln am Rand des Stoffes miteinander ab. In der Mitte des Doppelgewebes ist ein Hohlraum, daher auch die Bezeichnung Hohlgewebe.

##### Durchbrochene Gewebe
Wenn anstelle der üblichen Weblitzen sogenannte Dreherlitzen eingesetzt werden, bei denen die Kettfäden sich z. B. paarweise auch seitlich umschlingen, heißt das Ergebnis Drehergewebe. Durch das Zueinanderdrehen von jeweils 2 Kettfäden werden die Schussfäden schiebefest eingebunden. Diese Gewebeart kann im Unterschied zu den vorher genannten offene, netzähnliche Flächen bilden. Drehergewebe werden u. a. für Gardinen oder für die Verstärkung von Teppichrücken eingesetzt.

#### Polgewebe

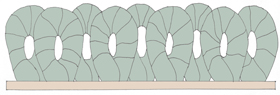
Schlingenflorteppich

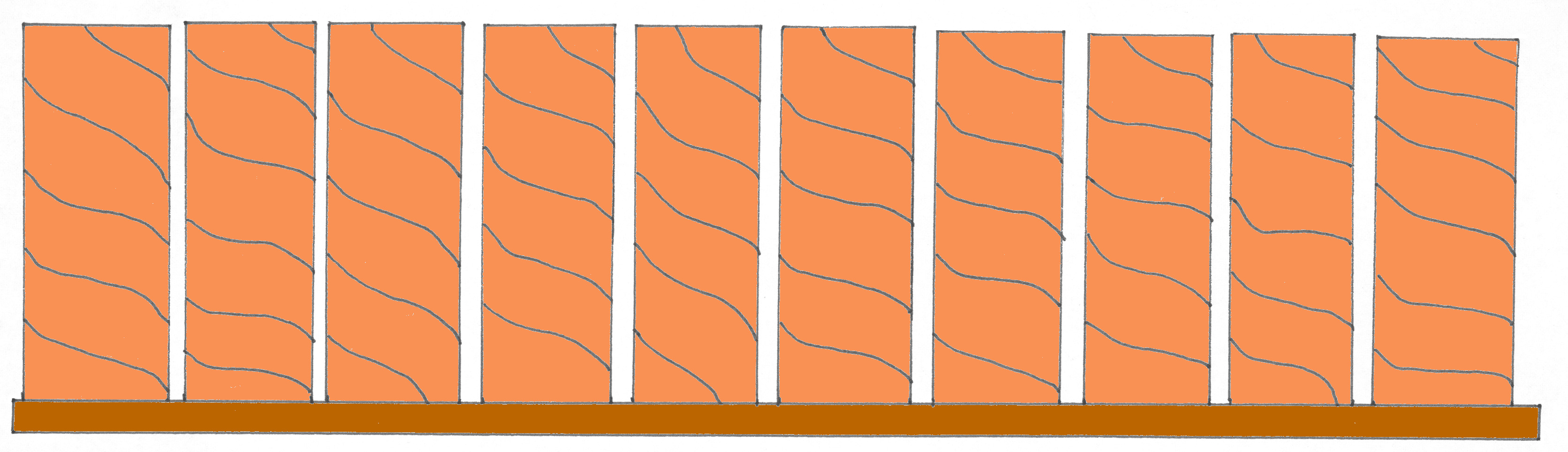
Schnittflorteppich (Velours)

Polgewebe sind die dreidimensionale Sonderform von Geweben, bei denen zusätzlich in das Grundgewebe ein oder zwei Polfadensysteme fest eingebunden werden, die entweder als Schlingen (Frottiergewebe) oder als offener Flor (Florgewebe/Samt) verarbeitet werden.

##### Frottiergewebe
Frottiergewebe sind eine Gewebeart, bei der ein zusätzliches Kettfadensystem zu Polschlaufen aufgeworfen wird. Dies geschieht durch die Kombination von Bindungstechnik (Ripsbindungen) mit einer speziellen Schussanschlagstechnik, beispielsweise einer Weblade mit sogenannter Vorschlagfunktion. Bindungstechnisch wird zunächst eine Gruppe von beispielsweise drei Schussfäden mit einem Abstand zum Geweberand gebildet, die den Polkettfaden fest einbinden. Beim Anschlag dieser Gruppe an den Geweberand nehmen diese drei Schussfäden den Polkettfaden mit und werfen ihn senkrecht zur Polschlaufe auf.

##### Florgewebe
Typische Florgewebe sind:
- echte Samte,
- gewebte Teppiche,
- gewebte Möbelstoffe mit Flor (z. B. Velours, Epinglé).

Die Art der Einbringung des Polfadens gibt den Typen den Namen. Von der Seite betrachtet sieht der abgeschnittene Polfaden entweder wie der Buchstabe V oder W aus, daher werden die Noppen dann nach ihren Buchstaben benannt. Die Doppel-W-Noppe ist eine Abwandlung der W-Noppe.
Kettsamtgewebe sind Textilien, die meistens durch zwei übereinanderliegende Grundgewebe und ein zusätzliches Polfadengewebe gebildet werden. Daneben kommen auch Rutenwebmaschinen und Lancettenwebmaschinen zum Einsatz, die aus einem zusätzlichen Pol-Kettfadensystem Polschlaufen bilden, die senkrecht zur Grundfläche des Gewebes stehen.
Schusssamtgewebe werden durch ein zusätzliches Polschusssystem gebildet. Cordgewebe sind typische Vertreter dieser Gewebeart. Zunächst wird ein Gewebe mit mehr oder weniger langen Schussflottierungen gebildet, die anschließend aufgeschnitten und aufgebürstet werden, so dass sie wiederum senkrecht zur Grundfläche stehen.
Wenn anstelle der üblichen Weblitzen sogenannte Dreherlitzen eingesetzt werden, bei denen die Kettfäden sich z. B. paarweise auch seitlich umschlingen, heißt das Ergebnis Drehergewebe. Diese Gewebeart kann im Unterschied zu den vorher genannten offene, netzähnliche Flächen bilden. Drehergewebe werden u. a. für Gardinen oder für die Verstärkung von Teppichrücken eingesetzt.

### Nach der verwendeten Faserstoffart
Die Gewebe lassen sich in Gewebe aus Naturfaserstoffen, Chemiefaserstoffen und Faserstoffmischungen einteilen, wobei die letzteren immer mehr an Bedeutung gewinnen. Dabei werden in Kette und/oder Schuss Mischgarne aus Naturfaserstoffen und Chemiefaserstoffen oder in einem der Fadensysteme oder auch Fadenteilsystemen Naturfaserstoffe und im anderen Fadensystem Chemiefaserstoffe eingesetzt. Die daraus hergestellten Gewebe verfügen dann über Eigenschaften und Gebrauchswerte, die sie ohne Mischungspartner nicht hätten und die damit tatsächliche Verbesserungen für die Verbraucher bringen. Besondere Bedeutung für Oberbekleidungsgewebe haben z. B. die Mischungen aus 55 % Polyester und 45 % Wolle bzw. 70 % Polyester und 30 % Wolle, die sehr strapazierfähig, formbeständig und pflegearm sind.

### Einteilung nach dem Verwendungszweck
Häufige werden Gewebe nach dem Verwendungszweck in Gewebe für Kleidung (z. B. Oberkleidung und Unterkleidung, die noch zusätzlich in Tageskleidung und Nachtkleidung getrennt werden kann), für Wäschestoffe, für Raumausstattung und Möbelbezug, für technische Zwecke und für sonstige Zwecke (z. B. Spielwaren, Sport).

### Weitere Einteilungen
Gewebe können auch nach ihrer Breite in Schmalgewebe bzw. Bandgewebe und Breitgewebe eingeteilt werden. Bänder wie Gurte oder Gummibänder werden auf Bandwebmaschinen hergestellt, die sich ganz wesentlich von Breitwebmaschinen unterscheiden. Breitgewebe reichen etwa von einer Breite von 40 cm (schmale Stoffen, die in der Bekleidungsindustrie verwendet werden) bis zu breiten Segelstoffen, die über die gesamte Breite bis 20 m an einem Stück gewebt werden können.
Ebenfalls ist eine Unterteilung nach der Masse je Flächeneinheit in leichte, mittelschwere und schwere Gewebe sowie die beim Webprozess entstehende Gewebeform in ebenflächige und schlauchförmige Gewebe möglich.

## Gewebearten, warenkundliche Begriffe
- Batist
- Brokat (Atlas)
- Canvas (Segeltuch)
- Chiffon
- Chintz
- Clydella[33]
- Cord
- Damast
- Denim
- Donegal[34]
- Drillich (Drell)
- Duchesse
- Enoa
- Etamin (Siebtuch)[35]
- Chambray
- Fil-à-fil (End-on-End)
- Flanell
- Gabardine
- Gaze (Mull)
- Georgette
- Jacquard
- Jersey (Stoff) (kein Gewebe!)
- Crêpe (Krepp)
- Twill (Köper)
- Loden
- Mesh
- Musselin
- Natté
- Nessel
- Oxford
- Pinpoint
- Pikee
- Plissé
- Popeline (Poplin)
- Satin
- Seersucker
- Slubyarngewebe[34]
- Taft
- Tuch
- Tweed
- Ventile®, Shirley Cloth[34]
- Viyella[33]
- Voile
- Vollzwirngewebe
- Walkstoff
- Zendaline (Halbkrepp)
- Zephyr (Zephir)[34]

Siehe dazu auch die Kategorie Flachgewebe.